# آدرین ریچ
آدرین سسیل ریچ (به انگلیسی: Adrienne Cecile Rich) (۱۶ مه ۱۹۲۹ — ۲۷ مارس ۲۰۱۲) شاعر، منتقد و فمینیست آمریکایی بود. او در سال ۱۹۹۷ برندۀ نشان ملی هنر شد، اما حاضر نشد برای دریافت آن در کاخ سفید حضور یابد و اعلام کرد که سیاست‌های حکومت بیل کلینتون با اندیشهٔ وی از هنر در تضاد است. ریچ سال‌ها در دانشگاه‌های آمریکا از جمله استنفورد و کرنل تدریس کرد. همجنس‌گرایی و حقوق زنان از موضوع‌هایی هستند که او در آثارش بدان‌ها پرداخته‌است.